# 小原正行
小原 正行（おはら まさゆき、1962年6月19日 - ）は、日本の元プロ野球選手（投手）。

## 経歴・人物
大分県立臼杵商業高等学校では、全国高等学校野球選手権に出場することができなかったが、地方大会でノーヒットノーランを記録するなど素材が高く評価された。
1980年のドラフト会議の3巡目で日本ハムファイターズ、阪神タイガース、読売ジャイアンツ、中日ドラゴンズの4球団の指名が競合。抽選により巨人が交渉権を獲得し、入団した。巨人では原辰徳、駒田徳広に続く指名だった。4球団競合はこの年のドラフトでは1巡目の原と並ぶ最多競合数だった。
ドラフト後の読売新聞（PR版臨時特集）では「九州一の速球王」「第二の稲尾和久」と紹介された。
力のあるストレートにカーブ、シュートでピッチングを組み立てるスタイルだった。
1984年から内野手に転向するも一軍の試合に出場することなく、1985年に退団した。

## 詳細情報

### 年度別成績
- 一軍公式戦出場なし

### 背番号
- 46（1981年 - 1985年）